# スティギモロク
スティギモロク（Stygimoloch「ステュクスから来た悪魔」の意味）は、白亜紀末期、約6600万年前に生息していた堅頭竜類の恐竜の属である。現在のところ化石はアメリカ内西部のヘルクリーク層、フェリス層、ランス層から発見されており、これらの場所にはティラノサウルスやトリケラトプスも生息していた。タイプ種 Stygimoloch spiniferは1983年にイギリスの古脊椎動物学者ピーター・ガルトンと国立自然史博物館のドイツ人古生物学者ハンス・ディーター・ズースによって記載された。 属名は「ステュクス（死の川）から来たモロク（悪魔の1人）」を意味し、種小名は「トゲのある」の意味であるが、Thorny devil（トゲのある悪魔）にモロクトカゲの意味があり、全体で死の川から来た「モロクトカゲ」の意味でもある。死の川とはタイプ標本の発見地であるヘルクリーク（地獄の川）層にちなんだものである。後頭部のトゲの塊と頭頂部の高く幅の狭いドームで特徴付けられる。このトゲの塊は中央に長い角があり、周りを2-3本の短いホーンレットが囲んでいる。同じ層から発見されたドラコレックスはスティギモロクに似ているもののホーンレットが短く、ドームが無い。この特徴はドラコレックス独特の特徴とも、ドラコレックスがパキケファロサウルスあるいはスティギモロクの幼体もしくは雌であるための特徴とも解釈される。そのためスティギモロクがパキケファロサウルスの成長中の個体であるとする説もある。

## 特徴

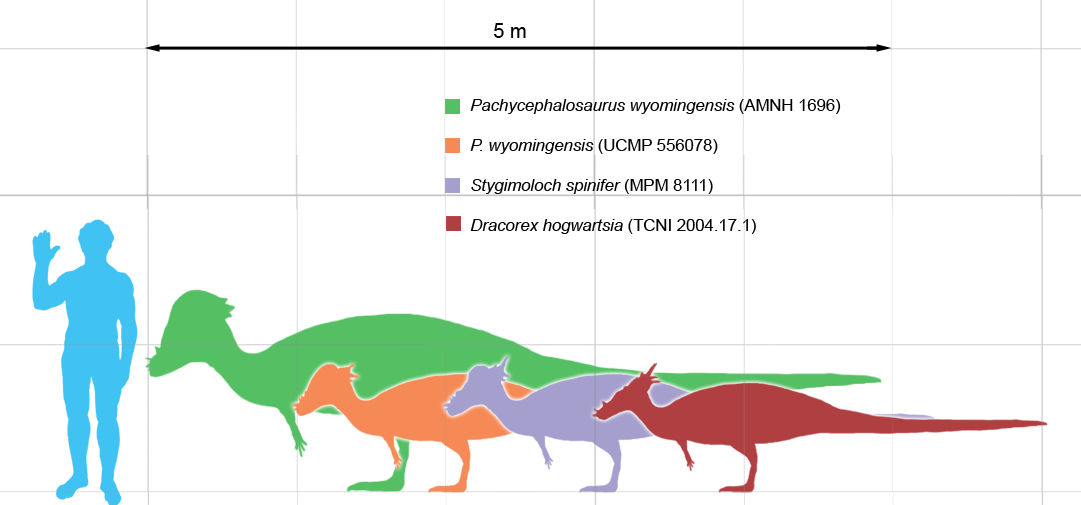
スティギモロク（紫）他の堅頭竜類とヒトの大きさ比較

スティギモロクは比較的大型の堅頭竜類であり、頭骨長は約46 cmである。北アメリカの堅頭竜類でこれより大きいのはパキケファロサウルスのみである。他の堅頭竜類と異なり、頭部のドームが比較的小さく、側面にかけてやや平らで、梨型をしている。ドームの化石だけが孤立して見つかっても、広くて、大きなパキケファロサウルスのドームと識別が可能なほど異なっている。ドームの大きさが体に比較して小さい一方で、頭部の装飾は他の堅頭竜類よりも精巧である。短く、円錐状のホーンレットが鼻を覆い、頭骨の後縁には直径5 cm、長さ15 cmに達する、一対の巨大で、後方が尖ったトゲがある。これらの大きなトゲの周りには2、3個の小さなトゲがある。これらのスティギモロク独特の装飾の機能については不明である。もし他の堅頭竜類が頭をぶつけあっていたのだとしても（これについては議論が続いているが）、ドームの小さなスティギモロクではこういった行動はあまり重要ではなかったようだ。そのかわり、頭部の装飾はディスプレイのために機能したり、自己防衛に使用したり、シカの角のように互いに組み合って押し合いに使用したりした可能性もある。別の可能性としては鱗状骨の角はわき腹への頭付きの際に痛みを増すために使用したことが考えられえる。

## 分類

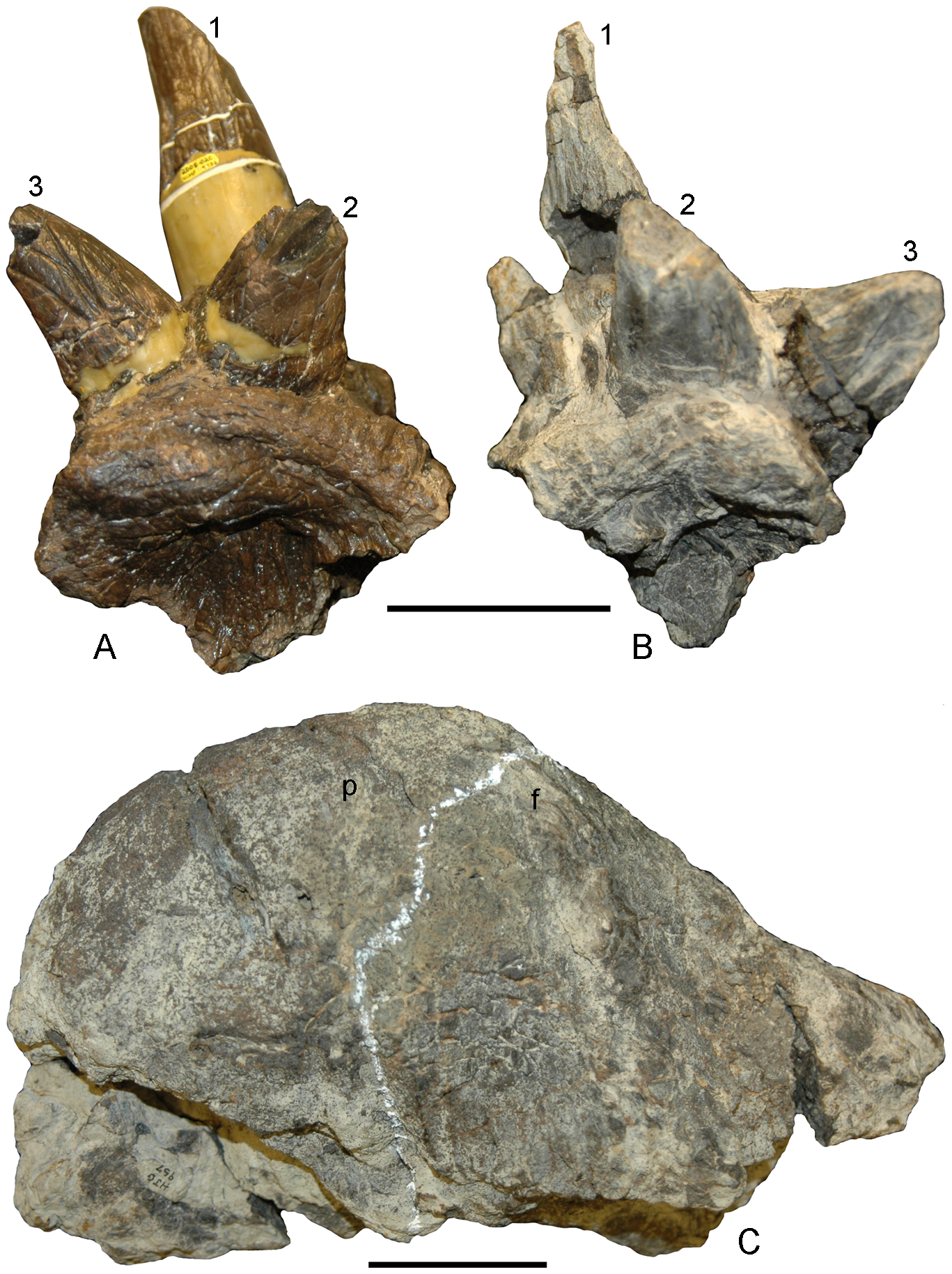
ホロタイプの鱗状骨とドーム

別の堅頭竜類ドラコレックスとされている標本は、実際にはスティギモロクもしくはパキケファロサウルスの個体であり、ドームや角があまり発達していないのは幼体もしくは雌の個体であったためである可能性があるという説がある。この考察は古脊椎動物学会の2007年の会議で支持されている。モンタナ州立大学のジャック・ホーナーはドラコレックスの唯一の標本である頭骨を分析し、この個体がスティギモロクの幼体である証拠を示した。加えて、ホーナーはドラコレックスとスティギモロクがパキケファロサウルスの幼体であることを示唆する証拠を示した。ホーナーとM.B. Goodwinは2009年にこの事実の発見を出版し、これら「3種」の頭骨のトゲとこぶ、およびドームは互いに非常に可塑的であることを示し、そしてパキケファロサウルスが成体の標本しか知られていない一方で、ドラコレックスとスティギモロクは幼体の標本しか知られていないことを示した。これらの所見に加えて、3種は同時代の同じ場所に生息していたという事実から、ドラコレックスとスティギモロクは単にパキケファロサウルスの幼体であり、トゲの喪失とドームの成長は年齢によるものであると結論した。2010年のNick Longrichらによる研究でも、すべての平らな頭骨を持つ堅頭竜類は幼体であるという仮説が支持され、ゴヨケファレやホマロケファレといった平たい頭骨を持つ種は成体がドーム状の頭を持つ種の幼体であることが示唆された。
一方で2025年にはスティギモロクをパキケファロサウルスとは別属と見なすとする研究も発表されている。

## 外部リンク

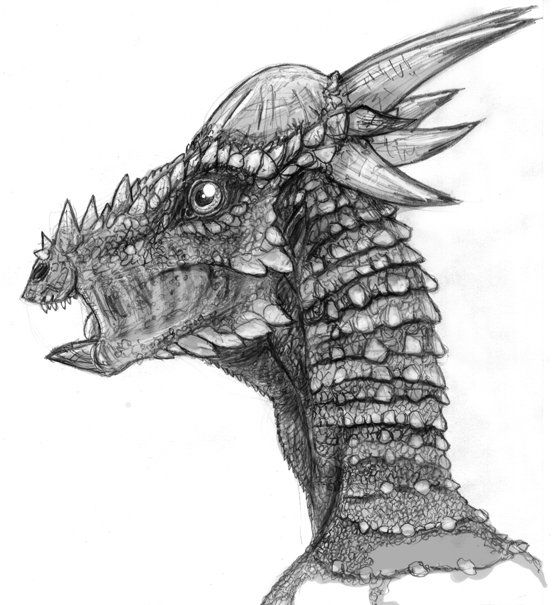
Artist's impression of a Stygimoloch.

## 参照
1. ↑  Galton, P. M. and H. D. Sues (1983). "New data on pachycephalosaurid dinosaurs (Reptilia: Ornithischia) from North America." Canadian Journal of Earth Sciences 20: 462-472.
2. ↑  Goodwin, M. B., E. A. Buchholtz, et al. (1998). "Cranial anatomy and diagnosis of Stygimoloch spinifer." Journal of Vertebrate Paleontology 18(2): 363-375.
3. ↑  “Lumping Dinosaurs: Stygimoloch a juvenile Pachycephalosaurus?”. scienceblogs.com (2007年12月7日). 2013年12月9日閲覧。
4. ↑  “Quién es el Stygimoloch?”.   Dinosaurios.org. 2013年12月9日閲覧。
5. ↑  Carpenter, Kenneth (1997). “Agonistic behavior in pachycephalosaurs (Ornithischia:Dinosauria): a new look at head-butting behavior”. Contributions to Geology 32 (1):  19–25.
6. ↑  Erik Stokstad,"SOCIETY OF VERTEBRATE PALEONTOLOGY MEETING: Did Horny Young Dinosaurs Cause Illusion of Separate Species?", Science Vol. 18, 23 Nov. 2007, p. 1236;
7. ↑  “Extreme Cranial Ontogeny in the Upper Cretaceous Dinosaur Pachycephalosaurus”.   PLOS (2009年10月27日). 2013年12月9日閲覧。
8. ↑  Horner J.R. and Goodwin, M.B. (2009). "Extreme cranial ontogeny in the Upper Cretaceous Dinosaur Pachycephalosaurus." PLoS ONE, 4(10): e7626. Online full text
9. ↑  Longrich, N.R., Sankey, J. and Tanke, D. (2010). "Texacephale langstoni, a new genus of pachycephalosaurid (Dinosauria: Ornithischia) from the upper Campanian Aguja Formation, southern Texas, USA." Cretaceous Research, . doi:10.1016/j.cretres.2009.12.002
10. ↑  "Southernmost record of the pachycephalosaurine Stygimoloch spinifer and palaeobiogeography of latest Cretaceous North American dinosaurs"Anton F.-J. Wroblewski, Lethaia 57.4 (2025): 1-10.